# Largidae

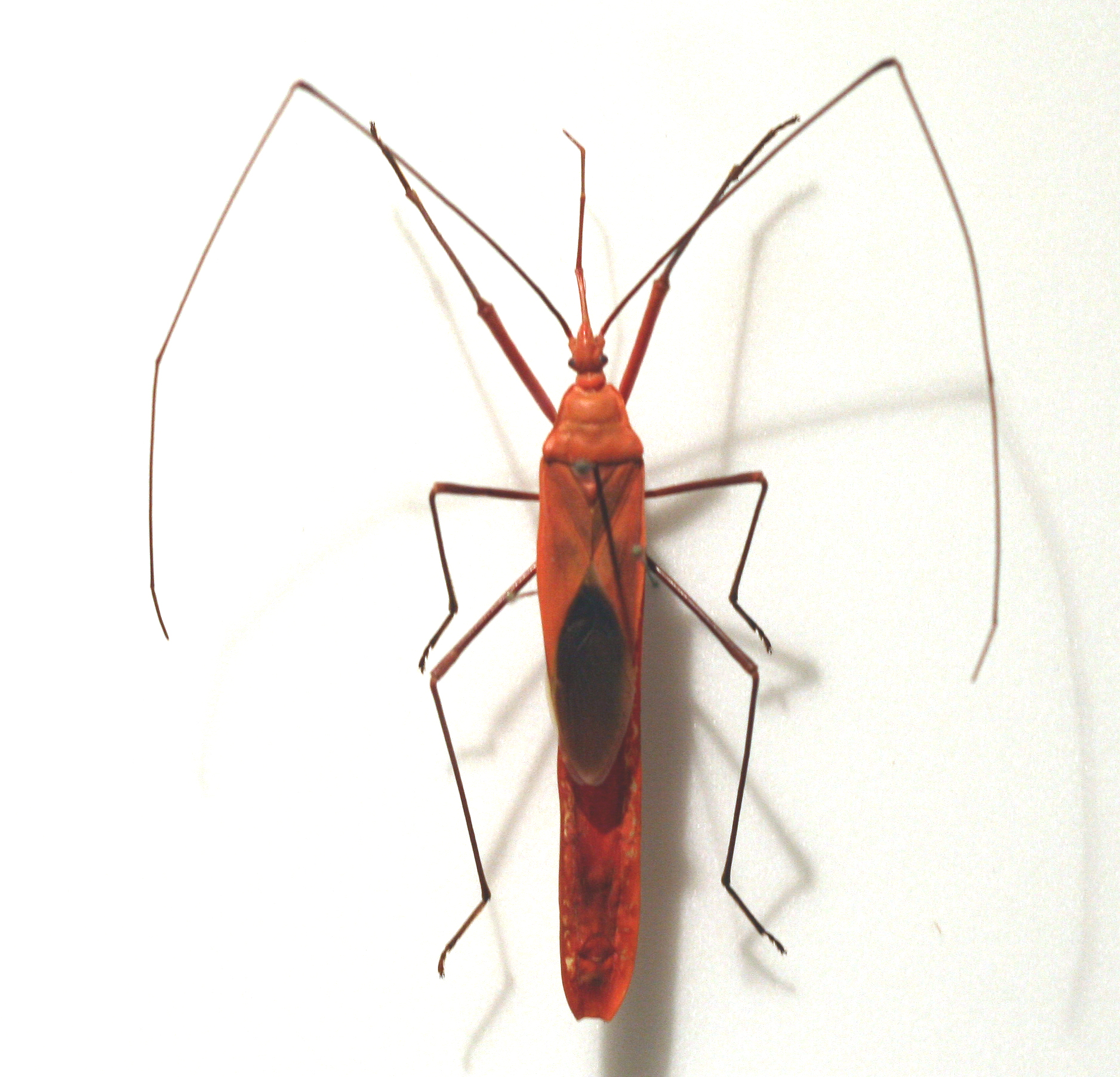
Macrocheraia grandis z plemienia Lohitini

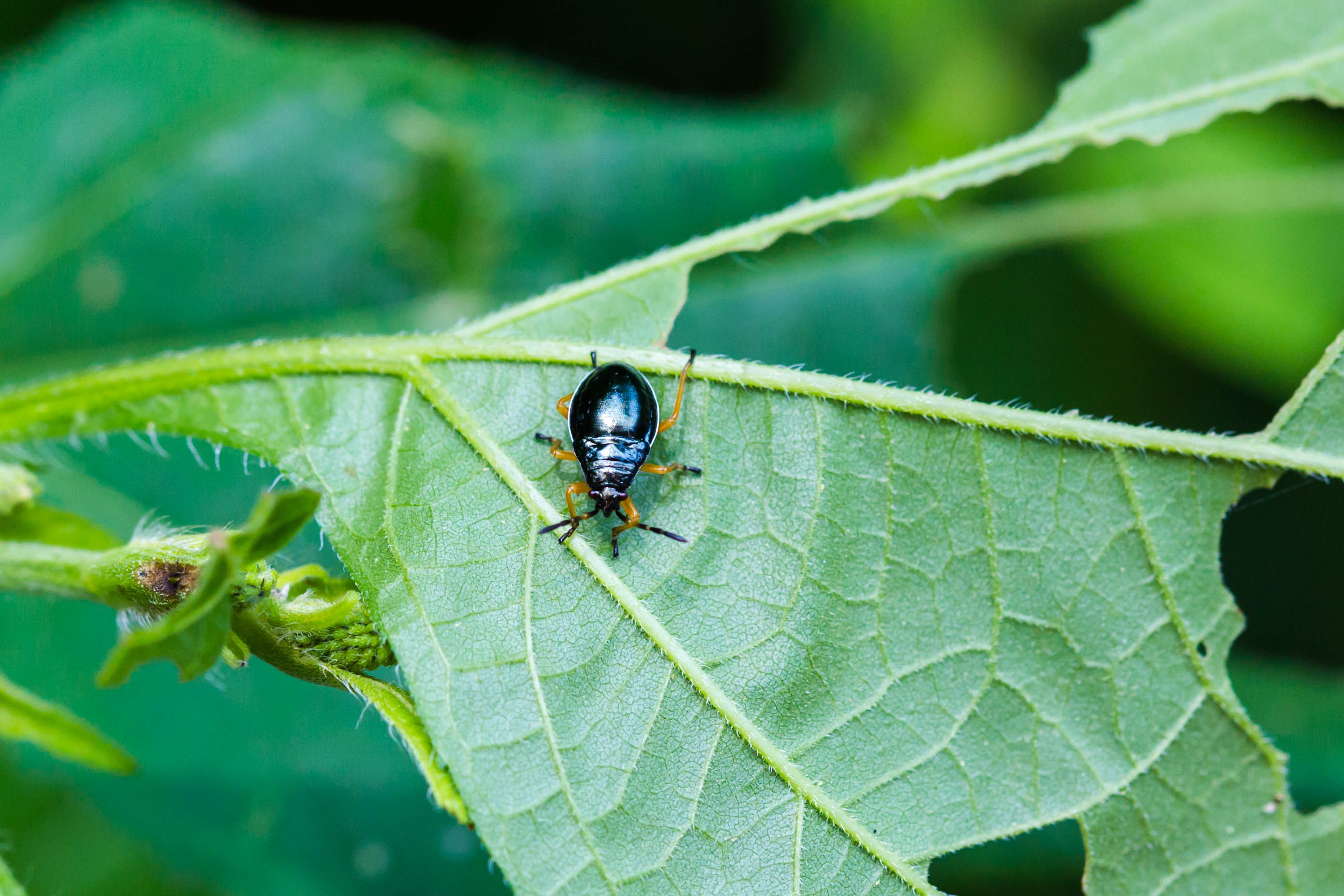
Larwa Largus succinatus

Largidae – rodzina owadów z rzędu pluskwiaków i podrzędu różnoskrzydłych. Kosmopolityczna. Obejmuje ponad 100 opisanych gatunków, sklasyfikowanych w 18 rodzajach.

## Morfologia
Pluskwiaki rozmiarów średnich do dużych, o ciele długości do 55 mm, zwykle o kształcie jajowatym, podługowatym lub wydłużonym, często z krótkimi czułkami i odnóżami, ale należą tu także formy upodobnione do mrówek. Ubarwienie często jest jaskrawe, ostrzegawcze, u licznych gatunków czerwono-czarne, pomarańczowo-czarne lub żółto-czarne, ale należy tu też wiele gatunków o maskującej, ciemnej kolorystyce.
Głowa zaopatrzona jest w oczy złożone, natomiast brak na niej przyoczek. Czułki zbudowane są z czterech członów i osadzone poniżej linii przeprowadzonej przez środki oczu złożonych. Panewki czułkowe zauważalne są w widoku grzbietowym. Kłujkę budują cztery człony.
Półpokrywy mają na zakrywkach komórki nasadowe (zwykle dwie), z których ku tyłowi rozchodzi się promieniście od siedmiu do ośmiu żyłek podłużnych, osiągających wierzchołkową krawędź skrzydła. Przykrywki pozbawione są żyłek łączących żyłkę kostalną z żyłką medialną. U form upodobnionych do mrówek skrzydła uległy silnemu uwstecznieniu.
Na spodzie odwłoka widać sześć sternitów. Szwy między sternitami niekiedy częściowo zarosły lub zanikły. Sternity od trzeciego do szóstego zaopatrzone są w trzy trichobotria, a sternit siódmy w dwa. Rozmieszczenie trichobotrii na sternitach od piątego do siódmego jest boczne i rozproszone. Siódmy, szósty z widocznych sternit jest u samca całobrzegi, a u samicy pośrodku wcięty. Genitalia samicy cechują się lancetowatym pokładełkiem. Genitalia samca charakteryzuje brak wyrostków na koniunktywie edeagusa.
Stadia larwalne mają ujścia grzbietowych gruczołów zapachowych odwłoka zlokalizowane pomiędzy tergitami trzecim i czwartym, czwartym i piątym oraz piątym i szóstym, przy czym pierwsza z ich par jest uwsteczniona.

## Ekologia i występowanie
Wszystkie są fitofagami ssącymi soki roślin lub ich nasiona. Gatunki żyjące na powierzchni gleby przypominają zwykle zwińcowate, podczas gdy te bytujące na roślinach zielnych, krzewach i drzewach przywodzą na myśl kowalowate. Ponadto istnieją gatunki wykazujące mimikrę względem mrówkowatych i żronkowatych, zarówno pod względem wyglądu, jak i sposobu poruszania się.
Rodzina jest kosmopolityczna, najliczniej reprezentowana w strefie tropikalnej i subtropikalnej. W krainie palearktycznej ograniczona jest do części wschodniej i żaden z gatunków nie występuje w Europie. W Afryce występują trzy gatunki z jednego rodzaju. W Australii stwierdzono cztery gatunki z dwóch rodzajów.

## Taksonomia
Takson ten wprowadzony został w randze rodziny w 1843 roku przez Charlesa Jean-Baptiste'a Amyota i Jean Guillaume Audinet-Serville'a pod nazwą Largides. W 1870 roku Carl Stål obniżył mu rangę do podrodziny w obrębie kowalowatych. William E. China w 1954 roku wyniósł je do rangi osobnej rodziny i zasugerował bliskie pokrewieństwo ze zwińcowatymi. W 1956 roku T.R.E. Southwood na podstawie badań jaj połączył jednak Largidae z kowalowatymi w jedną nadrodzinę Pyrrhocoroidea. Zasadność takiego kroku potwierdził szerszymi badaniami morfologicznymi w 1964 roku Carl Walter Schaefer. 
Do rodziny tej należy ponad 100 opisanych gatunków, sklasyfikowanych w 18 rodzajach. Podział rodziny według BioLib.cz przedstawia się następująco:
- podrodzina: Arhaphinae Bliven, 1973
- podrodzina: Larginae Amyot & Audinet-Serville, 1843
- podrodzina: Physopeltinae Hussey, 1929
  - plemię: Kmentiini Stehlík, 2013
  - plemię: Lohitini Ahmad & Abbas, 1987
  - plemię: Physopeltini Hussey, 1929
  - plemię: incertae sedis
    - Wachsiella Schmidt, 1931
- podrodzina: incertae sedis
  - Acinocoris Hahn, 1834

Pierwszy podział tego taksonu na podtaksony rang rodzinowych wprowadził w 1929 roku Roland Fountain Hussey wyróżniając dwa plemiona, Euryophthalmini i Physopeltini – to pierwsze odpowiadało późniejszym Larginae, a drugie późniejszym Physopeltine. Podrodzina Arhaphinae wprowadzona została w 1973 roku przez Brunsona P. Blivena i przeniesiona do Largidae w 1988 roku przez Thomasa J. Henry’ego. Jej status jako odrębnej podrodziny jest jednak kwestionowany przez część autorów.